# کارل کریستین تراوگوت فریده‌مان گوبل
کارل کریستین تراوگوت فریده‌مان گوبل (آلمانی: Karl Christian Traugott Friedemann Goebel؛ ۲۱ فوریه ۱۷۹۴ – ۸ ژوئن ۱۸۵۱) یک گیاه‌شناس، و شیمی‌دان اهل آلمان بود.